# Åsarp
Åsarp är en tätort i Falköpings kommun och kyrkbyn i Norra Åsarps socken i Västergötland. 
Åsarp ligger cirka 20 kilometer söder om Falköping vid Riksväg 46 vilken går rätt igenom samhället. Ån Ätran gör sin nordligaste passage runt Åsarp och rinner även igenom nordvästra delen av samhället (Alvared).

## Befolkningsutveckling
| Befolkningsutvecklingen i Åsarp 1960–2020 | Befolkningsutvecklingen i Åsarp 1960–2020 | Befolkningsutvecklingen i Åsarp 1960–2020 | Befolkningsutvecklingen i Åsarp 1960–2020 | Befolkningsutvecklingen i Åsarp 1960–2020 |
| ----------------------------------------- | ----------------------------------------- | ----------------------------------------- | ----------------------------------------- | ----------------------------------------- |
|                                           |                                           |                                           |                                           |                                           |
| År                                        |                                           |                                           | Folkmängd                                 | Areal (ha)                                |
| 1960                                      | 1960                                      |                                           | 511                                       |                                           |
| 1965                                      | 1965                                      |                                           | 556                                       |                                           |
| 1970                                      | 1970                                      |                                           | 575                                       |                                           |
| 1975                                      | 1975                                      |                                           | 624                                       |                                           |
| 1980                                      | 1980                                      |                                           | 624                                       |                                           |
| 1990                                      | 1990                                      |                                           | 642                                       | 85                                        |
| 1995                                      | 1995                                      |                                           | 621                                       | 88                                        |
| 2000                                      | 2000                                      |                                           | 582                                       | 88                                        |
| 2005                                      | 2005                                      |                                           | 579                                       | 89                                        |
| 2010                                      | 2010                                      |                                           | 598                                       | 88                                        |
| 2015                                      | 2015                                      |                                           | 609                                       | 103                                       |
| 2020                                      | 2020                                      |                                           | 607                                       | 104                                       |
|                                           |                                           |                                           |                                           |                                           |

## Samhället
Åsarp-Smula kyrka ligger i Åsarp, liksom Korskyrkan tillhörande Svenska Alliansmissionen

## Näringsliv
I Åsarp finns Fredahl AB, som tillverkar likkistor och andra begravningsprodukter. Fabriken grundades år 1925 och år 2008 hade företaget 147 anställda. Ett annat företag på orten är Gunnars Maskiner AB, som är en av Nordens största leverantörer av traktorer och jordbruksmaskiner av märket John Deere.

## Idrott
Fotbollsklubben Åsarp-Trädet FK spelar i Division 3.

## Sevärdheter
Ekehagens forntidsby ligger vid gamla riksväg 46 strax norr om samhället. Det finns gott om fornlämningar i bygden och i utkanten av samhället står Olsbrostenen (Vg 181) som är en av de mest kända runstenarna i Västergötland.
I Åsarp ligger också sedan 2023 Redvägs Jernvägsmuseum, som är ett privatägt museum som dels visar upp Sveriges järnvägshistoria genom en kombination av en fast utställning, samt lite olika utställningar med varierande tema. Museet har också en större modelljärnväg på ca 21 kvm, som visar ett fiktivt landskap.

## Galleri

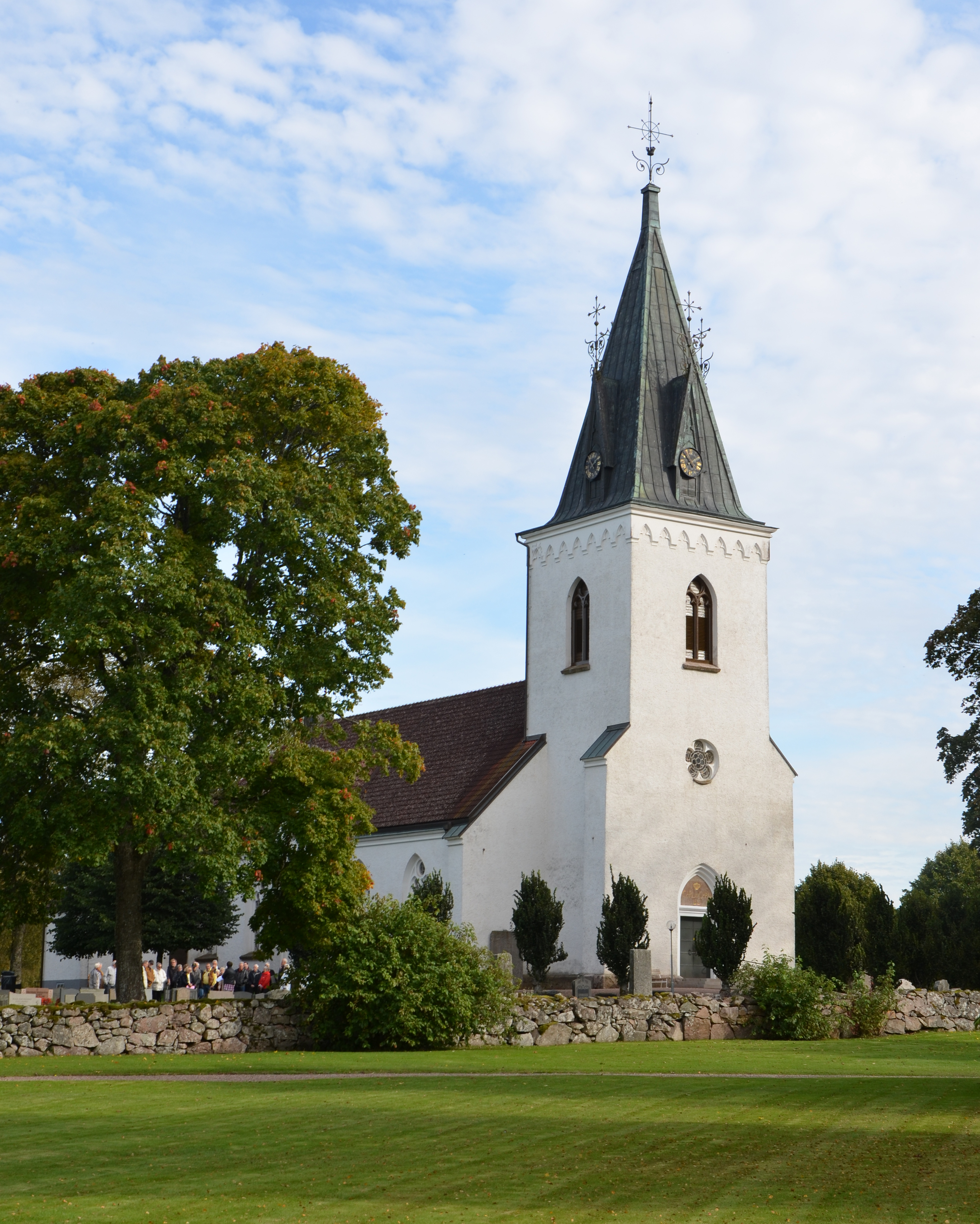
Åsarp-Smula kyrka
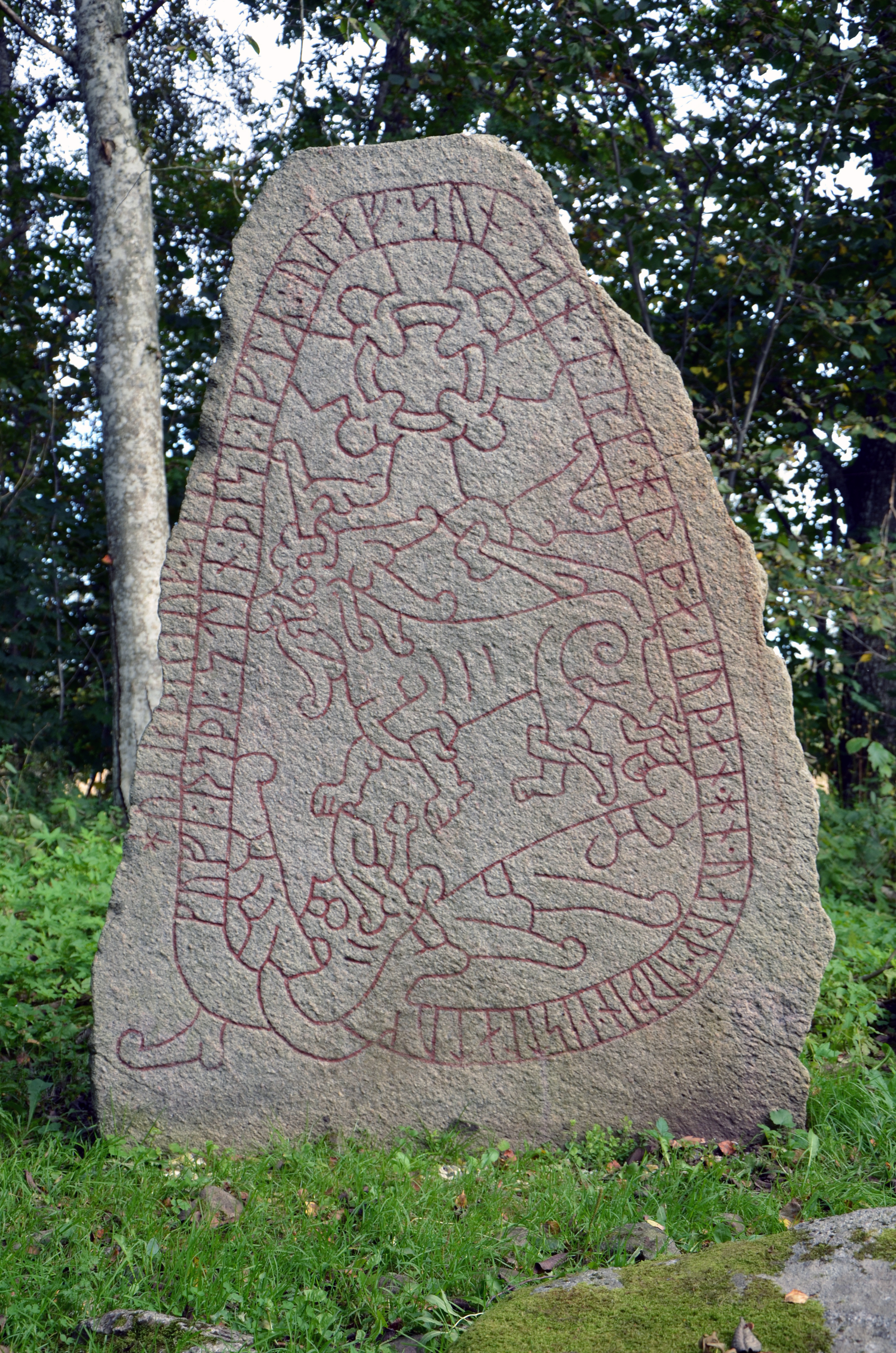
Olsbrostenen